# Еміль Преторіус
Емі́ль Прето́ріус (нім. Emil Preetorius; 21 червня 1883, Майнц — 27 січня 1973, Мюнхен) — німецький художник-графік, сценограф, мистецтвознавець, бібліофіл, педагог, державний діяч.

## Біографічна довідка
1901-06 вивчав право в Дармштадтському університеті.
У 1909 в Мюнхені разом з книгознавцем і художником Паулем Ренером заснував Школу илюстрації і книжкового діла.
З 1910 — керівник Мюнхенського училища книжкового діла, з 1926 — класів илюстрації і сценографії в мюнхенській Академії мистецтв, з 1928 — професор Мюнхенської Високої школи образотворчого мистецтва.
1948-53 міністр культурі Баварії.
1960-65 голова Товариства бібліофілів Німеччини, з 1965 член Міжнародної асоціації бібліографів в Парижі,
1953-68 президент Баварської Академії образотворчого мистецтва.
Створив илюстрації до творів А.фон Шаміссо «Петер Шлеміль» (1907), «Мій дядько Бенжамін» К. Тільє (1909), «Хромий біс» А. Лесажа (1910), «Тартарен із Тараскона» А. Доде (1913).
Також створив илюстрації до творів російських та українських авторів: І.Тургенева, Ф.Достоевського, М.Гоголя, О.Димова та інш.
Автор оригінальних екслібрисів (наприклад, Т. Манна).
З 1920 років також сценограф (опери Р. Вагнера, В. А. Моцарта та інш.).
Нагороджено «Гран-прі» на Міжнародної виставці друкованого діла і графіки BUGRA (Лейпциг, 1914).
Графічні твори Преторіуса мали вплив на мистецтво Г. Нарбута